# Бестужев, Александр Васильевич
Александр Васильевич Бестужев (1836—1899) — генерал-майор Русской императорской армии.

## Биография
Александр Бестужев родился 3 февраля 1836 года в Санкт-Петербургской губернии. Окончил частное учебное заведение. С 1854 года — в Русской императорской армии, начинал службу унтер-офицером. Участник подавления Польского восстания 1863—1864 годов.
Во время русско-турецкой войны находился в составе Нижне-Дунайского отряда, но непосредственно в боях не участвовал. С февраля 1895 года командовал 119-м Коломенским пехотным полком. В мае 1899 года в звании генерал-майора Бестужев был уволен в отставку. Проживал в Минске. Скончался 1 сентября 1899 года, похоронен на Военном кладбище Минска.
Был награждён орденами Святого Владимира 3-й степени, Святой Анны 2-й степени и Святого Станислава 2-й степени.